# 本·圖利斯
本·圖利斯（英語：Ben Toolis；1992年3月31日—）是一位蘇格蘭橄欖球運動員。他是蘇格蘭國家橄欖球隊的一員，代表蘇格蘭參加了2015年橄欖球六國賽。